# گوتفرید شاتز
گوتفرید شاتز (انگلیسی: Gottfried Schatz; ۱۸ اوت ۱۹۳۶ – ۱ اکتبر ۲۰۱۵) زیست‌شیمی‌دان، نویسنده غیر داستانی، و استاد دانشگاه اهل سوئیس بود.
وی همچنین برندهٔ جوایزی همچون جایزه گاردینر شده‌است.